# Centrale nucléaire de Saint-Alban
La centrale nucléaire de Saint-Alban est localisée en Isère sur le bord du Rhône à 50 km en aval de Lyon, sur les communes de Saint-Alban-du-Rhône et de Saint-Maurice-l'Exil. Les deux réacteurs ont été mis en service en 1985 et 1986.
En 2014, elle a produit 17,7 milliards de kWh soit environ 30 % des besoins de la région Rhône-Alpes. En juin 2015 sont lancés les travaux de grand carénage pour prolonger l’exploitation des réacteurs jusqu'en 2026. Le coût de ces travaux est estimé à un milliard d’euros.
La centrale est ouverte au public. Son centre d'information a accueilli 3 300 visiteurs en 2014.

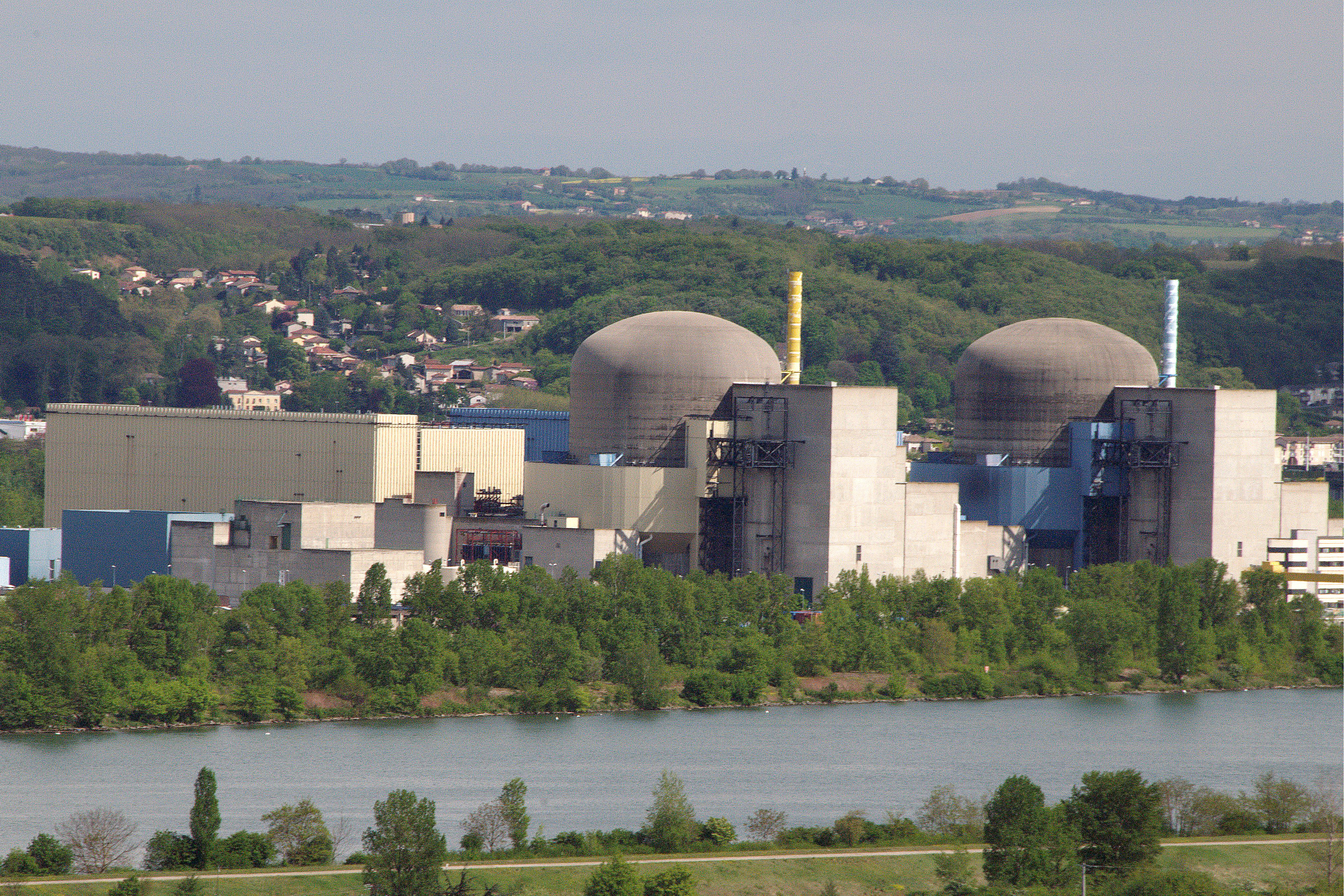
Centrale nucléaire de Saint-Alban

## Géographie
La centrale de Saint-Alban est située sur le territoire des communes de Saint-Alban-du-Rhône et de Saint-Maurice-l'Exil, sur la rive gauche du Rhône, dans le département de l’Isère, arrondissement de Vienne. Elle est distante de 17 km au sud de Vienne, de 4 km au sud de l’agglomération des Roches de Condrieu et de Saint-Clair-du-Rhône, de 6 km au nord de l’agglomération de Roussillon et de Péage de Roussillon et de 40 km au sud de Lyon.
La centrale est desservie par la route départementale 37B qui relie Clonas-sur-Varèze à Chavanay. L'autoroute A7 et la route nationale 7 longent le Rhône en rive gauche et passent à 4 km de la centrale. En rive droite la RD 1086 (ex RN86) passe à 1 450 m des bâtiments.
Il existe deux installations classées pour la protection de l'environnement AS, c'est-à-dire à seuil haut de la « directive Seveso », dans un rayon de 10 km : Adisseo France à Saint-Clair-du-Rhône et Rhodia basée à Roussillon. Les deux installations ont une distance d'effet supérieure à la distance qui les sépare du CNPE (respectivement 4,1 km et 6 km).

## Histoire
Au début des années 1960, la commission pour la Production d'électricité d'origine nucléaire ou commission PEON, une commission consultative auprès du gouvernement français créée en 1955 afin d'évaluer les coûts liés à la construction de réacteurs nucléaires, préconise le développement de l’énergie nucléaire pour pallier le manque de sources énergétiques nationales. Deux positions s’affrontent : celle du CEA qui préconise la filière UNGG et celle de EDF qui souhaite développer la filière américaine, uranium enrichi et eau sous pression des REP. Un temps préférée, la filière UNGG est abandonnée par décision interministérielle du 13 novembre 1969 au profit des réacteurs à eau légère. Les deux arguments invoqués sont d’une part la taille compacte des REP et l’assise technique et financière des sociétés américaines.Deux sociétés s’affrontent pour exploiter les licences américaines : Framatome (société franco-américaine de constructions atomiques) créée spécialement, exploitant le brevet de Westinghouse pour la technologie REP, et le groupe de la Compagnie générale d'électricité (CGE) (qui deviendra Alcatel-Alsthom en 1991), exploitant le brevet de General Electric pour la filière des réacteurs à eau bouillante.
Le premier contrat-programme (CP1), engagé en 1974, comprend 18 tranches de 900 MWe : Blayais 1, 2, 3, et 4 (Gironde) ; Dampierre 1, 2, 3 et 4 (Loiret) ; Gravelines B1, B2, B3, B4, C5 et C6 (Nord)  et Tricastin 1, 2, 3 et 4 (Drôme). Le contrat-programme CP2, lancé en 1976, comprend dix tranches : Chinon B1, B2, B3, B4 (Indre-et-Loire) ; Cruas 1, 2, 3, et 4 (Ardèche) ; Saint-Laurent-des-Eaux B1 et B2 (Loir-et-Cher) .
Il est suivi du palier P4 est constitué de 8 tranches d'une puissance de 1300 MWe, sur lesquelles Framatome avait travaillé avec Westinghouse dès 1976. Elles sont commandées de 1977 à 1982 et mises en service de 1984 à 1987. Il s’agit des réacteurs de Flamanville (1 et 2), Paluel (1 à 4), Saint-Alban (1 et 2) .
Le décret d'autorisation de création (DAC) relatif à Saint-Alban est signé le 12 novembre 1981. Les premières divergences ont respectivement eu lieu les 4 août 1985 pour le réacteur 1 et 7 juin 1986 pour le réacteur 2.

## Caractéristiques des installations

### Réacteurs
La centrale est équipée de deux tranches nucléaires identiques de 1 335 MW, de types réacteurs à eau pressurisée. Les réacteurs de ce type ont été construits selon deux standards (P4 et P'4). Ceux de Saint-Alban appartiennent à un standard hybride : l'îlot nucléaire est conforme principalement au standard P4, la salle des machines au standard P'4 ,
Les réacteurs sont refroidis par un circuit d'eau ouvert ne comportant pas d'aéroréfrigérant. L'eau du Rhône constitue sa source froide et est utilisée comme modérateur et réfrigérant du cœur.
Chaque tranche comporte un réacteur nucléaire dont la puissance thermique nominale garantie est de 3 817 MWth, une installation de production d'énergie électrique dont la puissance électrique est de 1 300 MWe et des circuits auxiliaires nécessaires aux fonctionnements normal et accidentel. Les caractéristiques détaillées de chaque réacteur sont données ci-après :
| Nom du réacteur | Modèle      | Capacité [MW]   | Capacité [MW] | Capacité [MW] | Exploitant | Constructeur | Début construction | Raccordement au réseau | Mise en service commerciale |
| Nom du réacteur | Modèle      | Thermique (MWt) | brute (MWe)   | Nette (MWe)   | Exploitant | Constructeur | Début construction | Raccordement au réseau | Mise en service commerciale |
| --------------- | ----------- | --------------- | ------------- | ------------- | ---------- | ------------ | ------------------ | ---------------------- | --------------------------- |
| Saint-Alban 1   | P4 REP 1300 | 3817            | 1381          | 1335          | EDF        | Framatome    | 29 janvier 1979    | 30 août 1985           | 1er mai 1986                |
| Saint-Alban 2   | P4 REP 1300 | 3817            | 1381          | 1335          | EDF        | Framatome    | 31 juillet 1979    | 3 juillet 1986         | 1er mars 1987               |

### Combustible nucléaire
Le mode de gestion du combustible des réacteurs de la centrale nucléaire de Saint-Alban/Saint-Maurice a évolué au cours des vingt premières années d'exploitation. Le réacteur a d’abord été exploité en mode de gestion « 1300 Standard » (gestion par tiers de cœur, la recharge standard étant composée de soixante-quatre assemblages enrichis à 3,10 % en Uranium 235).
Le réacteur est passé en mode de gestion « 1300 GEMMES » le 9 novembre 1997. La gestion associée est par tiers de cœur, c'est-à-dire qu'un tiers de cœur est remplacé à chaque arrêt pour rechargement. La recharge standard est désormais composée de soixante-quatre assemblages enrichis à 4 % en Uranium 235 dont vingt-quatre assemblages gadolinés (8 % de gadolinium). L'irradiation maximale autorisée est de 52 000 MWj/t.
L’opération de remplacement du combustible est réalisée tous les seize mois environ, durée du cycle du combustible).

### Enceinte de confinement
L'enceinte de confinement est constituée d'une double paroi : une première en béton précontraint de 1,20 m d'épaisseur entourée d'une deuxième en béton armé de 0,55 m d'épaisseur. L'espace entre ces deux parois est maintenu en dépression par un système de ventilation permettant de recueillir d'éventuelles fuites de l'enceinte interne et de les filtrer avant leur rejet dans l'environnement. La hauteur intérieure dans l'axe est de 55,56 m et le diamètre intérieur est de 43,8 m. Le volume de l'enceinte est de 83 700 m3,.
L'enceinte interne est conçue pour supporter, sans perte d'intégrité, les sollicitations (montée en pression) résultant de la rupture circonférentielle complète et soudaine d'une tuyauterie du circuit primaire avec séparation des extrémités.

### Alimentation électrique
Le système d'alimentation électrique est conçu pour répondre aux besoins de l’exploitation normale de chaque tranche lorsqu’elle produit de l’électricité ou en période d’arrêt (auxiliaires de marche et auxiliaires permanents) mais aussi pour assurer l’alimentation des équipements assurant les fonctions de sûreté requises lors d’une situation incidentelle ou accidentelle sur l’installation (auxiliaires secourus). Chaque tranche est raccordée, en ce qui concerne l'énergie produite, au réseau électrique national au niveau du poste d'interconnexion de Pivoz-Cordier, à proximité du site, par deux lignes de 400 kV.
En situation normale chaque tranche est alimentée par la ligne d'évacuation de l'énergie produite, par prélèvement d'une partie de celle-ci. Si la centrale est à l'arrêt, c'est le réseau national qui alimente les équipements. En cas d'incident, la centrale est alimentée par une ligne de secours raccordée au réseau national.
En cas de perte des alimentations externes, deux générateurs de secours à moteur diesel (groupes électrogènes) démarrent automatiquement pour alimenter séparément les deux ensembles d'auxiliaires nécessaires au maintien des fonctions de sûreté. En cas d'échec du raccordement de ces groupes électrogènes diesels de tranche, une source dite ultime (DUS), un groupe électrogène à turbine à combustion du site, peut être connectée manuellement en quelques heures à la place d’un groupe de secours défaillant d’une quelconque des tranches du site. En cas de perte totale des secours, un ultime dispositif existe : l'énergie électrique est obtenue par un turboalternateur (LLS) alimenté en vapeur par les générateurs de vapeur de la centrale.

### Circuits de production de chaleur, de refroidissement et d'alimentation en eau
Chaque tranche comporte trois circuits physiquement séparés : 
- Le circuit primaire extrait la chaleur produite par le combustible dans le réacteur.
- Le circuit secondaire, utilisant cette chaleur, transforme de l’eau en vapeur pour alimenter une turbine.
- Le circuit de refroidissement condense la vapeur détendue dans la turbine.

L'appoint du circuit primaire est assurée par de l'eau prélevée dans le Rhône, en amont traitée (déminéralisation et conditionnement chimique). Le circuit secondaire est quant à lui réfrigéré en circuit ouvert à partir de l'eau du fleuve. La centrale ne possède donc pas de tour aéroréfrigérante. La prise d'eau est effectuée en amont du site et le rejet en aval par deux canaux distincts (canal d'amenée et canal de rejet).
Les volumes prélevés dans le Rhône ne doivent pas excéder 4 400 millions de m3 par an et 12 millions de m3 par jour. Par ailleurs le débit maximal instantané doit être inférieur à 140 m3/s.

## Production et maintenance

### Production

#### Évolution annuelle
En 2014, l'énergie nette produite par la centrale est de 17,87 milliards de kWh (TW.h) selon EDF et de 17,20 TW.h selon l'AIEA. Cette production permet de couvrir l’équivalent de 30 % des besoins en électricité de la région Rhône-Alpes. Elle est toutefois variable selon la disponibilité des réacteurs. Ainsi sur la période 2001-2014, cette production a connu un point bas en 2008 (11,9 TW.h) et un point haut en 2004 (20,6 TW.h).
| Années           | 1986 | 1987 | 1988 | 1989 | 1990 | 1991 | 1992 | 1993 | 1994 | 1995 | 1996 | 1997 | 1998 | 1999 | 2000 | 2001 | 2002 | 2003 | 2004 | 2005 | 2006 | 2007 | 2008 | 2009 | 2010 | 2011 | 2012 | 2013 | 2014 |
| ---------------- | ---- | ---- | ---- | ---- | ---- | ---- | ---- | ---- | ---- | ---- | ---- | ---- | ---- | ---- | ---- | ---- | ---- | ---- | ---- | ---- | ---- | ---- | ---- | ---- | ---- | ---- | ---- | ---- | ---- |
| Saint-Alban 1    | 6,7  | 6,1  | 4,6  | 6,8  | 7,8  | 7,9  | 4,8  | 7,4  | 7,6  | 8,5  | 8,1  | 7,1  | 8,3  | 9,2  | 8    | 9,3  | 8,8  | 8,7  | 10,1 | 9,7  | 8,9  | 6,3  | 5,6  | 8,7  | 10,8 | 5,9  | 9,2  | 10,1 | 6,7  |
| Saint-Alban 2    | 1,1  | 7    | 5,2  | 6,1  | 6,1  | 8    | 6,4  | 6,4  | 7,1  | 7,8  | 8,3  | 8    | 6,6  | 8,6  | 8,7  | 8,7  | 8,3  | 9,3  | 10,5 | 7,2  | 7,6  | 10,5 | 6,3  | 8,8  | 8,3  | 10,6 | 8,7  | 7,3  | 10,4 |
| Total 2 tranches | 7,8  | 13,1 | 9,7  | 12,9 | 13,9 | 15,9 | 11,2 | 13,8 | 14,7 | 16,3 | 16,5 | 15,2 | 14,8 | 17,8 | 16,8 | 18   | 17,1 | 17,9 | 20,6 | 16,9 | 16,5 | 16,8 | 11,9 | 17,4 | 19,1 | 16,5 | 17,8 | 17,4 | 17,2 |

|                                                                |
| Valeurs en TW.h · Saint-Alban 1 Saint-Alban 2 Total 2 tranches |

|                                                                |
| Valeurs en TW.h · Saint-Alban 1 Saint-Alban 2 Total 2 tranches |

#### Taux de disponibilité
Le taux de disponibilité est le rapport, exprimé en pourcentage, entre la durée pendant laquelle une installation productrice d’électricité est opérationnelle, et la durée pendant laquelle ladite installation aurait dû idéalement fonctionner, c’est-à-dire 100 % du temps, si l’on excepte les énergies intermittentes. Ce taux varie, pour la période 2001-2014, de 52,1 % en 2008 à 97 % en 2013 pour le réacteur Saint-Alban 1 et de 57,2 % en 2008 à 96,6 % en 2014 pour le réacteur Saint-Alban 2.

### Arrêts pour maintenance et rechargement
Il existe trois types d’arrêts pour maintenance et rechargement :
- arrêt pour simple rechargement du combustible ;
- visite partielle, consacrée au rechargement du combustible et à un important programme périodique de maintenance ;
- visite décennale qui inclut des contrôles approfondis et réglementaires des principaux composants que sont la cuve du réacteur, le circuit primaire et l’enceinte du bâtiment réacteur.

### Réexamens de sûreté et visites décennales
La centrale nucléaire de Saint-Alban a été conçue pour une durée d’exploitation de 40 ans, validée par l’Autorité de sûreté nucléaire (ASN). Pour atteindre cet objectif de durée de fonctionnement, une réévaluation et un réexamen de sûreté ont lieu tous les 10 ans lors des visites décennales, pour prendre en compte les progrès technologiques et le retour d’expérience de l’ensemble des installations nucléaires dans le monde, puis effectuer les modifications nécessaires en augmentant toujours le niveau de sûreté de l’installation.
L’ASN se prononce favorablement en 2006 sur la poursuite du fonctionnement des réacteurs de 1 300 MWe jusqu’à leur troisième visite décennale, sous réserve de la réalisation effective des modifications décidées dans le cadre du réexamen de sûreté. Les améliorations découlant de ce réexamen de sûreté sont intégrées jusqu’en 2014 à l’occasion des deuxièmes visites décennales. Concernant Saint-Alban ces visites ont lieu en 2007 et 2008 :
| Réacteur      | N° INB | VD 1                                | VD 2                              | VD 2                                          | VD 2         |
| Réacteur      | N° INB | VD 1                                | Période de visite                 | Date de remise du rapport de réexamen par EDF | Décision     |
| ------------- | ------ | ----------------------------------- | --------------------------------- | --------------------------------------------- | ------------ |
| Saint-Alban 1 | 119    | Du 15 août 1997 au 12 décembre 1997 | Du 4 août 2007 au 25 janvier 2008 | avril 2010                                    | 17 juin 2014 |
| Saint-Alban 2 | 120    | Du 2 avril 1998 au 17 juillet 1998  | Du 22 mars au 15 août 2008        | avril 2010                                    | 17 juin 2014 |

Après une autorisation provisoire de redémarrer les réacteurs donnée à l'issue des visites décennales, l'ASN prend la décision définitive de poursuivre l'exploitation de ces réacteurs le 17 juin 2014, assortie de certaines prescriptions,.

## Sûreté nucléaire

### Incidents et niveau de sûreté du site
Au cours des vingt premières années d’exploitation, des écarts aux règles d’exploitation et aux référentiels de sûreté ont été détectés sur les réacteurs de la centrale nucléaire de Saint-Alban/Saint-Maurice. Ces écarts ont été décelés grâce aux actions mises en œuvre par EDF et à des vérifications systématiques demandées par l’ASN. Depuis 1991, les évènements significatifs déclarés par EDF sont classés sur l’échelle internationale INES graduée de 0 à 7. Le panorama des évènements relatifs à la sûreté de chacun des réacteurs de la centrale nucléaire de Saint-Alban/Saint-Maurice depuis 1991 et jusqu’au 15 juin 2012 est synthétisé ci-après :
| Niveau sur l’échelle INES | Réacteur 1 | Réacteur 1       | Réacteur 1 | Réacteur 2 | Réacteur 2       | Réacteur 2 |
| Niveau sur l’échelle INES | Total      | Spécifiques à R1 | Génériques | Total      | Spécifiques à R2 | Génériques |
| ------------------------- | ---------- | ---------------- | ---------- | ---------- | ---------------- | ---------- |
| ≥ 3                       | 0          | 0                | 0          | 0          | 0                | 0          |
| 2                         | 5          | 1                | 4          | 5          | 1                | 4          |
| 1                         | 60         | 39               | 21         | 43         | 21               | 22         |
| 0                         | 217        | 173              | 44         | 179        | 134              | 45         |

Les incidents de niveau 2 sur l'échelle INES impliquent une contamination importante ou la surexposition d'un travailleur, mais sans rejets contaminants à l'extérieur du site, assortie de défaillance importante des dispositions de sûreté. Le 31 décembre 2003, Electricité de France avait par exemple confirmé à l'Autorité de sûreté nucléaire (ASN) la possibilité, dans certaines situations accidentelles, d'un colmatage des filtres des puisards du circuit de recirculation des réacteurs nucléaires à eau sous pression. Cet incident, générique puisqu'il concerne l'ensemble des réacteurs REP, était susceptible d'affecter la sûreté des installations et a donc été classé au niveau 2 par l'ASN.
En 2009, dans son rapport sur la sûreté du parc nucléaire français paru en avril 2010, l'ASN juge que la centrale de Saint-Alban fait partie des quatre sites en retrait par rapport aux 19 sites constituant l'ensemble du parc nucléaire français : Saint-Alban doit progresser sur l’ensemble des aspects, Chinon et Flamanville en matière de sûreté nucléaire, notamment de rigueur d’exploitation ; Belleville, en matière d’environnement.
En 2011, l'ASN pointe une nouvelle fois la centrale de Saint-Alban  pour ses défaillances sur la protection de l'environnement et convoque le directeur de la centrale. À la suite du plan d'action dédié demandé en 2011, les vérifications réalisées fin 2012 par l'Autorité de sûreté du nucléaire, portant sur la gestion des incidents, le management de la sûreté et l'organisation relevaient un pilotage efficace des engagements pris, et un "bon déroulement des exercices inopinés".
Le 28 juin 2012, le Réseau Sortir du nucléaire affirme avoir reçu des documents internes d'EDF et de l'IRSN (Institut de radioprotection et de sûreté nucléaire) qui font état d'une anomalie sur les réacteurs nucléaires de Saint-Alban.
En 2013, puis en 2014, L’ASN considère que les performances en matière de sûreté nucléaire de la centrale de Saint-Alban rejoignent globalement l’appréciation générale des performances que l’ASN porte sur EDF. Le site a en particulier progressé en matière de mise en configuration des circuits, en rigueur d’exploitation, notamment grâce à l’appropriation par le personnel d’un suivi rigoureux des procédures, et en protection de l’environnement.

### L'évaluation complémentaire de sûreté
À la suite de l'accident nucléaire de Fukushima, l'ASN a lancé une démarche d'évaluation complémentaire de sûreté (ECS) des installations nucléaires civiles françaises répondant aux demandes exprimées par le Premier ministre le 23 mars 2011 et le Conseil européen les 24 et 25 mars 2011. Le rapport du site de Saint-Alban a été communiqué avec ceux des autres centrales nucléaires par EDF à l'ASN qui les a rendu publics le 15 septembre 2011.

#### Risque sismique
Selon l'association WENRA des régulateurs du nucléaire en Europe de l'Ouest, EDF dispose d'un plan anti-séisme, mais selon un document de l'Autorité de sûreté nucléaire (ASN) datant d'octobre 2002, des anomalies pourraient rendre le système de commande à distance inopérant, remettant en cause le fonctionnement de robinets importants pour la sûreté nécessaires après un séisme.

#### Risque d'inondation
La révision de l’évaluation du débit maximal au droit du site, à la suite de la tempête de décembre 1999 et de l’inondation partielle du site du Blayais, montre que le scénario majorant vis-à-vis du risque d’inondation externe est un effacement du barrage de Vouglans, situé 130 kilomètres au nord-est du site, qui se produirait alors que le Rhône est en crue centennale).

#### Risques climatiques
Le 14 juillet 2003, l'échauffement de l'eau du Rhône dû à l'activité de la centrale a atteint une valeur moyenne de +0,36 °C au-dessus de la limite autorisée, pendant une durée de 4 heures. L’autorité de sûreté nucléaire a diffusé cette information sur son site web le 5 août 2003.
La centrale nucléaire de Saint Alban doit régulièrement réduire sa production en fin d'été et à l'automne pour respecter la limite d’échauffement du Rhône, fixée à 3°C fixée par l'ASN : entre 2015 et 2020 des restrictions de production ont eu lieu tous les ans, conduisant à une perte de production de l'ordre de 2TWh.

#### Conclusions de l'évaluation complémentaire de sûreté
À l'issue des ECS des installations nucléaires prioritaires, l'ASN considère que les installations examinées présentent un niveau de sûreté suffisant et ne nécessitent pas l'arrêt immédiat d'aucune d'entre elles. Dans le même temps. l'ASN considère que la poursuite de leur exploitation nécessite d'augmenter dans les meilleurs délais, au-delà des marges de sûreté dont elles disposent déjà, leur robustesse face à des situations extrêmes. Ainsi par décisions du 26 juin 2012, l’ASN prescrit à EDF de mettre en place :
- un noyau dur de dispositions organisationnelles et technique ayant pour objectifs de prévenir un accident grave ou en limite la progression, de limiter les rejets massifs dans un scénario d'accident qui n'aurait pas pu être maîtrisé et de permettre à l'exploitant d'assurer les missions qui lui incombent dans la gestion d'une crise.
- Une Force nucléaire d'action rapide (FARN) déployée sur quatre sites régionaux (Civaux, Bugey, Paluel et Dampierre) et permettant d'intervenir sur toute centrale 24 h/24.

Par ailleurs, L’ASN considère que les facteurs sociaux, organisationnels et humains sont des éléments essentiels de la sûreté. L’ASN annonce renforcer les référentiels de sûreté des installations nucléaires (séisme, inondation, traitement des non conformités, risques industriels) sur la base de ce retour d’expérience.
Les prescriptions concernant la centrale de Saint-Alban sont définies dans la décision n° 2012-DC-0290 de l’Autorité de sûreté nucléaire du 26 juin 2012. L'ensemble des travaux prescrits doivent être réalisés avant le 1er janvier 2018. Outre les contrôles de sûreté et de sécurité, le grand carénage inclut la rénovation du système de pilotage par sa numérisation, telle celle réalisée pour l’unité 1 en 2017.

## Sécurité du site

### Peloton spécial de gendarmerie
Pour faire face au développement de la délinquance tout en soulageant les brigades de la gendarmerie départementale, la Gendarmerie crée en 1975 des « détachements d'intervention » qui prennent en 1977 l'appellation de « Pelotons de surveillance et d'intervention de la gendarmerie » ou PSIG. Dès 1980, un PSIG-nucléaire est déployé sur chaque centre nucléaire de production d’électricité, dont celui de Saint-Alban, et sur le centre d’ingénierie et de déconstruction environnement (CIDEN) de Creys-Malville dans l’Isère.
À partir de 2009 les PSIG-nucléaires sont remplacés par de nouvelles unités : les pelotons spéciaux de gendarmerie (PSPG). Celui de Saint-Alban est mis en place en 2010. Menée en liaison avec l’opérateur – en l’espèce l’entreprise EDF –, leur mission consiste à neutraliser et/ou a minima fixer, au plus tôt, une menace terroriste telle que définie par la directive nationale de sécurité (DNS) du sous-secteur nucléaire. Cette DNS, classifiée « confidentiel défense », est approuvée par un arrêté du Premier ministre non publié au Journal officiel. Les PSPG sont organiquement rattachés au commandant de groupement de gendarmerie départementale (GGD) mais sont placés pour emploi sous l’autorité fonctionnelle du directeur du CNPE. Ils bénéficient, le cas échéant, de l’appui de l’ensemble des unités territoriales ainsi que des capacités régionales, nationales et spéciales de la gendarmerie (équipes cynophiles, moyens aériens, unités NRBC (2), etc.).

### Risque incendie
Le 11 mai 2005, l'Autorité de sûreté nucléaire avait adressé au Directeur de la centrale de Saint-Alban un courrier stipulant de nombreux écarts aux règles de prévention du risque incendie. Les inspecteurs de l'ASN ayant procédé à un exercice incendie, le détecteur activé par les inspecteurs n'avait pas déclenché d'alarme incendie, mais l'apparition d'une alarme défaut en salle de commande.
Selon le rapport annuel 2007 de l'ASN, le site devait progresser dans la surveillance en salle de commande.
En septembre 2012, le rapport de vérification de l'ASN mentionnait des progrès notables dans la protection contre l'incendie, la formation du personnel d'intervention et les procédures.

### Survol de drone
Le 5 novembre 2014, un drone a survolé la centrale durant quelques minutes avant de disparaître. La direction de la centrale a porté plainte. L'enquête a été confiée à la brigade de recherches de Vienne et à la brigade de gendarmerie des transports aériens de Saint-Étienne-de-Saint-Geoirs.

### Vol des plans de la centrale
Le 14 ou 15 mars 2016 sont volés un ordinateur portable et un appareil photos contenant des plans partiels de la centrale nucléaire de Saint-Alban. Une enquête a dans la foulée été confiée à la brigade de recherches de Vienne, sans succès. Ce vol est maintenu secret jusqu’au 7 avril.

## Protection des populations

### Plan particulier d'intervention
Les mesures à prendre en cas d’accident radiologique survenant dans la centrale et susceptible d’engendrer un risque radiologique sont précisées dans le plan particulier d'intervention (PPI). Ce document  décrit notamment les modalités d’intervention des différents services concernés, l’organisation mise en place par les pouvoirs publics et son articulation avec le Plan d'urgence interne dont la responsabilité relève de l’exploitant nucléaire.

#### Zonage du PPI 2019
Trois zones délimitent ce PPI. Les 137 communes concernées sont les suivantes :
| Zone PPI          | Communes | Population par zone (2019) | Population totale (2019) |
| ----------------- | --- | -------------------------- | ------------------------ |
| Zone 0 à 2 km     | Isère : Saint-Alban-du-Rhône, Saint-Clair-du-Rhône, Clonas-sur-Varèze, Saint-Maurice-l'Exil Loire : Saint-Pierre-de-Bœuf, Malleval, Chavanay | 17459                      | 338959                   |
| Zone 2 à 5 km     | Isère : Les Roches-de-Condrieu, Saint-Prim, Auberives-sur-Varèze, Roussillon, Le Péage-de-Roussillon Ardèche: Limony Loire : Maclas, Bessey, Pélussin, Saint-Michel-sur-Rhône, Lupé | 27050                      | 338959                   |
| Zone de 5 à 20 km | Isère : Agnin ; Anjou ; Assieu ; Bellegarde-Poussieu ; Bougé-Chambalud ; Chanas ; Chalon ; Chasse sur Rhône ; Cheyssieu ; Chonas l’Amballan ; Chuzelles ; Cour et Buis ; Estrablin ; Eyzin-Pinet ; Jarcieu ; Jardin ; La Chapelle-de-Surieu ; Les Côtes-d’Arey ; Moissieux sur Dolon ; Monsteroux-Milieu ; Montseveroux ; Pact ; Pont Évêque ; Primarette ; Revel-Tourdan ; Reventin-Vaugris ; Sablons ; Saint-Romain-de-Surieu ; Saint-Sorlin-de-Vienne ; Salaise-sur-Sanne ; Serpaize ; Seyssuel ; Sonnay ; Vernioz ; Vienne ; Ville-sous-Anjou Ardèche : Andance ; Annonay ; Bogy ; Boulieu-lès-Annonay ; Brossainc ; Champagne ; Charnas ; Colombier-le-Cardinal ; Davézieux ; Félines ; Peaugres ; Peyraud ; Saint-Clair ; Saint-Cyr ; Saint-Désirat ; Saint-Étienne-de-Valoux ; Saint-Jacques-d’Atticieux ; Saint-Marcel-lès-Annonay ; Savas ; Serrières ; Talencieux ; Thorrenc ; Vernosc-lès-Annonay ; Vinzieux Drôme : Albon ; Andancette ; Anneyron ; Beausemblant ; Épinouze ; Lapeyrouse-Mornay ; Saint-Rambert-d’Albon ; Saint-Sorlin-en-Valloire ; Manthes Loire : Burdignes ; Bourg-Argental ; Cellieu ; Chagnon ; Châteauneuf ; Colombier ; Chuyer ; Dargoire ; Doizieux ; Farnay ; Genilac ; Graix ; La Chapelle Villars ; La Grand-Croix ; L’Horme ; La Valla en Gier ; La Versanne ; La Terrasse sur Dorlay ; Le Bessat ; Lorette ; Pavezin ; Rive de Gier ; Roissey ; Saint-Appolinard ; Saint-Chamond ; Saint-Croix en Jarez ; Saint-Joseph ; Saint-Julien-Molin-Molette ; Saint-Martin la Plaine ; Saint-Paul en Jarez ; Tartaras ; Tarentaise ; Thélis la Combe ; Véranne ; Vérin Rhône : Ampuis ; Beauvallon ; Chabanière ; Condrieu ; Échalas ; Givors ; Les Haies ; Loire sur Rhône ; Longes ; Saint-Cyr sur Rhône ; Saint-Romain en Gal ; Saint-Romain en Gier ; Sainte-Colombe ; Trèves ; Tupin et Semons | 294449                     | 338959                   |

Le maire a pour mission d’anticiper une éventuelle évacuation de sa commune. Pour cela, il doit avoir conclu un accord de jumelage avec une commune située en dehors du périmètre PPI des 20 kilomètres.

### Plan Orsec iode
En cas d'accident nucléaire, l'iode radioactif est un des éléments radioactifs rejetés qu'il est nécessaire de gérer très vite pendant la crise. En effet, la thyroïde, pour son fonctionnement, a besoin d'iode, et cet organe stocke en provision tout iode rencontré dans l'air ou l'alimentation. Il faut donc éviter que pendant les rejets, la thyroïde ne stocke de l'iode radioactif qui pourrait l'irradier. Pour cela, il faut, si possible avant le passage du panache de rejets, saturer la thyroïde avec des comprimés d'iode stable. La posologie doit être ajustée en fonction du poids et de l'âge des personnes. Il est inutile d'en prendre trop, des allergies ou réactions pouvant survenir. Si les rejets perdurent, la prise d'iode pourrait être poursuivie.

#### Habitants dans la zone PPI
Pour les personnes vivant dans une zone à proximité d'une installation nucléaire pour laquelle le Plan Particulier d'Intervention prévoit la distribution d'iode stable, à savoir à l'intérieur des 20 km autour de la centrale, les exploitants des installations ont organisé une distribution préventive de pastilles d'iodure de potassium à la population concernée. Ses modalités sont détaillées sur le site de l'ASN. En cas de nécessité, une tournée prioritaire de distribution d'urgence d'iode stable en complément de la distribution préventive sera organisée.

#### Habitants en dehors de la zone PPI
Pour les personnes vivant hors zone PPI, la circulaire du 11 juillet 2011 prévoit que des stocks départementaux de comprimés d'iodure de potassium soient constitués, mis en place et gérés par l'établissement de préparation et de réponse aux urgences sanitaires et que chaque préfet organise dans son département (en cas d'urgence et de déclenchement du plan ORSEC-iode) les modalités de mise à disposition de la population, en s'appuyant notamment sur les maires.

## Information des populations

### Commission locale d'Information
La Commission locale d’information relative à la centrale de Saint-Alban Saint-Maurice a été créée à l’initiative du président du conseil général de l’Isère en 1986. Cette commission indépendante a comme principaux objectifs d’informer les riverains sur l’actualité du site et de favoriser les échanges, ainsi que l’expression des interrogations éventuelles. La commission compte 80 membres nommés par le président du conseil général. Il s’agit d’élus locaux, de représentants des pouvoirs publics et de l’Autorité de sûreté nucléaire, de membres d’associations et de syndicats.

## Économie et emploi

### Des retombées économiques importantes
Dès le lancement des chantiers en 1978, la centrale de Saint-Alban Saint-Maurice a participé au développement du tissu économique du bassin de la région Rhône-Alpes et du département de l’Isère. Actuellement 823 salariés EDF travaillent sur site, ainsi que 250 salariés permanents d’entreprises prestataires, tout au long de l’année. À cela, il convient d’ajouter les salariés d’entreprises prestataires lors des arrêts pour maintenance : de 600 à 2 000 selon le type d’arrêt.
De plus, la centrale contribue à la fiscalité locale à hauteur de 21,4 millions d’euros, dont 6 millions pour la seule taxe foncière.
Le site se lance dans le programme Grand Carénage qui représente un investissement d'un milliard d'euros entre 2015 et 2018. Ce projet vise à prolonger la durée de fonctionnement de la centrale au-delà de 40 ans. « Dossier de presse »(Archive.org • Wikiwix • Archive.is • Google • Que faire ?), 2015

### Favoriser l’insertion des jeunes et des personnes en situation de handicap
La centrale de Saint-Alban Saint-Maurice assure le renouvellement de ses compétences par des recrutements réguliers : 295 depuis 2008 (18 en 2008, 30 en 2009, 25 en 2010, 37 en 2011, 56 en 2012, 38 en 2013, 91 en 2014) et prévoit d’accueillir encore 80 nouveaux salariés au cours de l’année 2015.
Elle s’implique aussi activement dans la formation des jeunes en apprentissage : 34 apprentis ont été accueillis en 2014 sur la centrale dans des domaines variés comme la conduite, les automatismes, la maintenance, la chimie, la radioprotection, etc. De la même façon, elle favorise l’insertion professionnelle des jeunes en accueillant chaque année plus de 50 stagiaires.
La centrale de Saint-Alban Saint-Maurice s’engage également dans l’insertion des personnes en situation de handicap dans le monde du travail : en 2014, 2 personnes ont été embauchées. « Dossier de presse »(Archive.org • Wikiwix • Archive.is • Google • Que faire ?), 2015